# Reginald Tate
Reginald Tate (13 de diciembre de 1896 – 23 de agosto de 1955) fue un actor teatral, cinematográfico y televisivo de nacionalidad británica, conocido principalmente por ser el primer intérprete del personaje del Profesor Bernard Quatermass en la serie de ciencia ficción de la BBC de 1953 The Quatermass Experiment.

## Primeros años
Nacido en Garforth, cerca de Leeds (Inglaterra), cursó estudios en York. Durante la Primera Guerra Mundial sirvió en el Regimiento Northamptonshire y después en el Real Cuerpo Aéreo. Tras el final de la contienda dejó las fuerzas armadas y estudió interpretación en el Leeds College of Music and Drama. Su primera actuación profesional teatral tuvo lugar en el Teatro Leeds Art en 1922, y en los siguientes cuatro años fue intérprete de ese centro y del Teatro Little de la misma ciudad.
En 1926 se mudó a Londres, representando su primer papel de importancia en una producción de Romeo y Julieta llevada a escena en el Teatro Novello. Tuvo particular éxito con un primer papel, el de Stanhope en la obra de R. C. Sherriff Journey's End, interpretando a dicho personaje en una gira llevada a cabo en 1929 por Australia y Nueva Zelanda, y una vez más en 1934 en una reposición representada en el Teatro Criterion de Londres.

## Carrera cinematográfica y televisiva
Su debut en el cine llegó en 1934 con Whispering Tongues, y avanzada la década empezó a actuar en el nuevo medio de la televisión. El 11 de noviembre de 1937 Tate interpretó otra vez a Stanhope en una producción de Journey's End llevada a cabo en la joven cadena televisiva de la BBC, una de sus primeras grandes producciones dramáticas. Su actuación fue alabada por la crítica televisiva del periódico The Times.
Al estallar la Segunda Guerra Mundial, Tate se unió a la Royal Air Force Volunteer Reserve. Sirvió como Pilot Officer, y al ser desmovilizado en 1944 había sido promovido a Líder de Escuadrón. A pesar de ello siguió actuando durante la guerra, hacienda pequeños papeles en los filmes Coronel Blimp (1943) y The Way Ahead (1944).
Finalizada la guerra continuó actuando en el teatro y, cada vez más, en la televisión. Conoció al director televisivo austriaco Rudolph Cartier cuando éste le escogió para actuar en la producción de la BBC de febrero de 1953 It Is Midnight, Dr Schweitzer. Cartier quedó impresionado por la actuación de Tate, y en ese mismo año le ofreció el primer papel en The Quatermass Experiment, una serie de ciencia ficción que estaba dirigiendo, y que estaba escrita por el guionista de la BBC Nigel Kneale. Tate fue el segundo candidato para el papel del Profesor Bernard Quatermass, pues Cartier previamente lo había ofrecido a su compañero de rodaje en It Is Midnight, Dr Schweitzer, André Morell, que declinó la oferta. Morell posteriormente sería Quatermass en el tercer período de la serie, Quatermass and the Pit. Sin embargo, Tate tuvo un gran éxito en dicho papel, y en una entrevista en 1986 Nigel Kneale decía que le consideraba el favorito de todos los intérpretes del personaje. La serie tuvo éxito, y el British Film Institute posteriormente afirmaba que fue una de las más influyentes de la década de 1950. Tate se interesaba cada vez más por la televisión, y en 1953 se hizo productor de televisión de la BBC. Además, dedicó parte de su tiempo libre a dar clases de interpretación en la Royal Academy of Dramatic Art (RADA).

## Fallecimiento
Cuando la BBC ordenó en 1955 rodar un segundo serial Quatermass, Tate estaba impaciente para retomar el papel del Profesor. La producción iba a iniciarse en septiembre. Solamente dieciséis días antes, en la noche del 23 de agosto, sufrió un colapso fuera de su casa en Londres. Había sufrido un infarto agudo de miocardio y, a pesar de su rápida hospitalización en Putney, falleció poco después.

## Selección de su filmografía
- The Riverside Murder (1935)
- The Phantom Light (1935)
- Poison Pen (1939)
- Madonna of the Seven Moons (1945)
- The Man from Morocco (1945)
- Uncle Silas (1947)
- Malta Story (1953)
- King's Rhapsody (1955)